# Pest vármegyei labdarúgó-bajnokság (első osztály)
A Pest vármegyei első osztály a megyében zajló bajnokságok legmagasabb osztálya, országos szinten negyedosztálynak felel meg. A bajnokságot a megyei szövetség írja ki. Pest megyében a küzdelmeket 1951 óta a Pest Megyei Labdarúgó Szövetség felügyeli, és irányítja. A 16 csapat többsége Önkormányzati támogatásból tartja fenn magát, de van pár csapat akik szponzorok által versenyeznek. A csapatok leginkább amatőr de van néhány akik félprofi státusszal rendelkeznek. A bajnok az NB III három csoportjának (Nyugat, Közép, Kelet) egyikében folytathatja. Az utolsó két helyezett (15,16) kiesik a Pest vármegyei másodosztály két osztályának (Északi, Déli) egyikébe.

## Csapatok 2023/2024
A 2023–2024-es szezonban az alábbi csapatok szerepelnek.
| Csapat                    | Település    |
| ------------------------- | ------------ |
| Bugyi-OBO SE              | Bugyi        |
| Budakalászi MSE           | Budakalász   |
| CSO-KI Sport              | Csomád       |
| Dunaharaszti MTK          | Dunaharaszti |
| Felsőpakonyi KSE          | Felsőpakony  |
| FÉMALK-Dunavarsány        | Dunavarsány  |
| Gödöllői SK               | Gödöllő      |
| Nagykáta SE-Ulviczky Kft. | Nagykáta     |
| Örkényi SE                | Örkény       |
| Perbál SC                 | Perbál       |
| Pilisi LK                 | Pilis        |
| Vác VLSE                  | Vác          |
| Vecsési FC                | Vecsés       |
| Veresegyház VSK           | Veresegyház  |
| Viadukt SE-Biatorbágy     | Biatorbágy   |
| VS Dunakeszi              | Dunakeszi    |